# 山野凱章
山野 凱章（やまの よしあき、1938年9月22日 - 2007年3月10日）は、日本の実業家。株式会社ヤマノの元社長。

## 来歴
1938年に山野愛子の次男として誕生。美容師として働いていた。
2007年3月10日午前0時56分、糖尿病腎症のため死去。68歳没。3月16日に増上寺で葬儀を執り行った。

## 家系・逸話
美容家である山野愛子ジェーンは姪に当たる。
国際魅力学会会長のマダム路子とできちゃった結婚し、二男二女を儲けたが離婚した。子息らは路子が引き取り、長女はヘアスタイリスト、次女はシナリオライター・エッセイスト、長男は映像プロデューサー、末子の次男はお笑いコンビ・品川庄司の品川祐である。凱章は祐の高校入学時に再会したが、その後ほとんど面と向かって会うことはなく、祐に内緒で舞台を見るなどした。

## 書籍
- 『山野凱章のカットアンドカール』（1978年9月、女性モード社）
- 『シザーズ物語』（2000年4月、女性モード社）ISBN 4-915259-77-3

## 功績
- 東京美容卸商業共同組合理事長
- ICD世界副会長
- ICD日本会長